# آرون لوئیس
آرون لوئیس (انگلیسی: Aaron Lewis؛ زادهٔ ۱۳ آوریل ۱۹۷۲) یک موسیقی‌دان اهل ایالات متحده آمریکا است. وی از سال ۱۹۹۰ میلادی تاکنون مشغول فعالیت بوده‌است.